# 利奥波德城

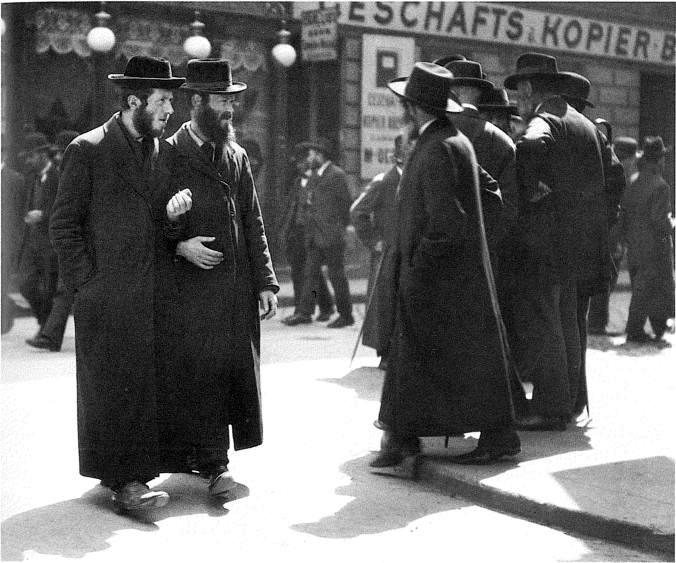
奥匈帝国时期利奥波德城的正统派犹太人。曾经繁荣的维也纳犹太文化在大屠杀期间被摧毁

利奥波德城（德語：Leopoldstadt）是奥地利首都维也纳的第二区，面积19.27 km²，人口95,238人（2007年）。它位于该市的中心，和Brigittenau（第20区）都位于由多瑙运河和北面的多瑙河围成的大型岛屿上。该区得名于神圣罗马帝国皇帝利奥波德一世。由于在犹太人大屠杀之前，该区的犹太人比例较高（1923年达38.5%），利奥波德城绰号“马佐岛”（Mazzesinsel）。2007年，该区与纽约市的布鲁克林区结对。
利奥波德城的普拉特地区（源自拉丁语pratum，草地），曾是皇家猎场，直到1766年才准许公众进入。这一地区靠近市中心，设有一个大型游乐场，其入口处在1897年树立起巨大的维也纳摩天轮，因电影《黑狱亡魂》而知名，为维也纳的地标之一。这里还有一条微型蒸汽铁路，与哈普特爾利(Hauptallee)平行，穿过树林，通过维也纳的恩斯特·哈佩尔球场。瑞士小屋（Schweizerhaus）餐厅设有巨大的啤酒花园, 销售捷克百威生啤酒。业主声称，早在20世纪20年代，馬鈴薯片就是在那里发明的。附近有微型的库格穆格尔（kugelmugel），1984年宣布独立。
利奥波德城还有一个较小的公园奥公园（Augarten），维也纳少年合唱团和奥公园瓷器作坊都设在那里。可悲的是，它的显着标志却是两个废弃的二战末期兴建的高射炮塔。

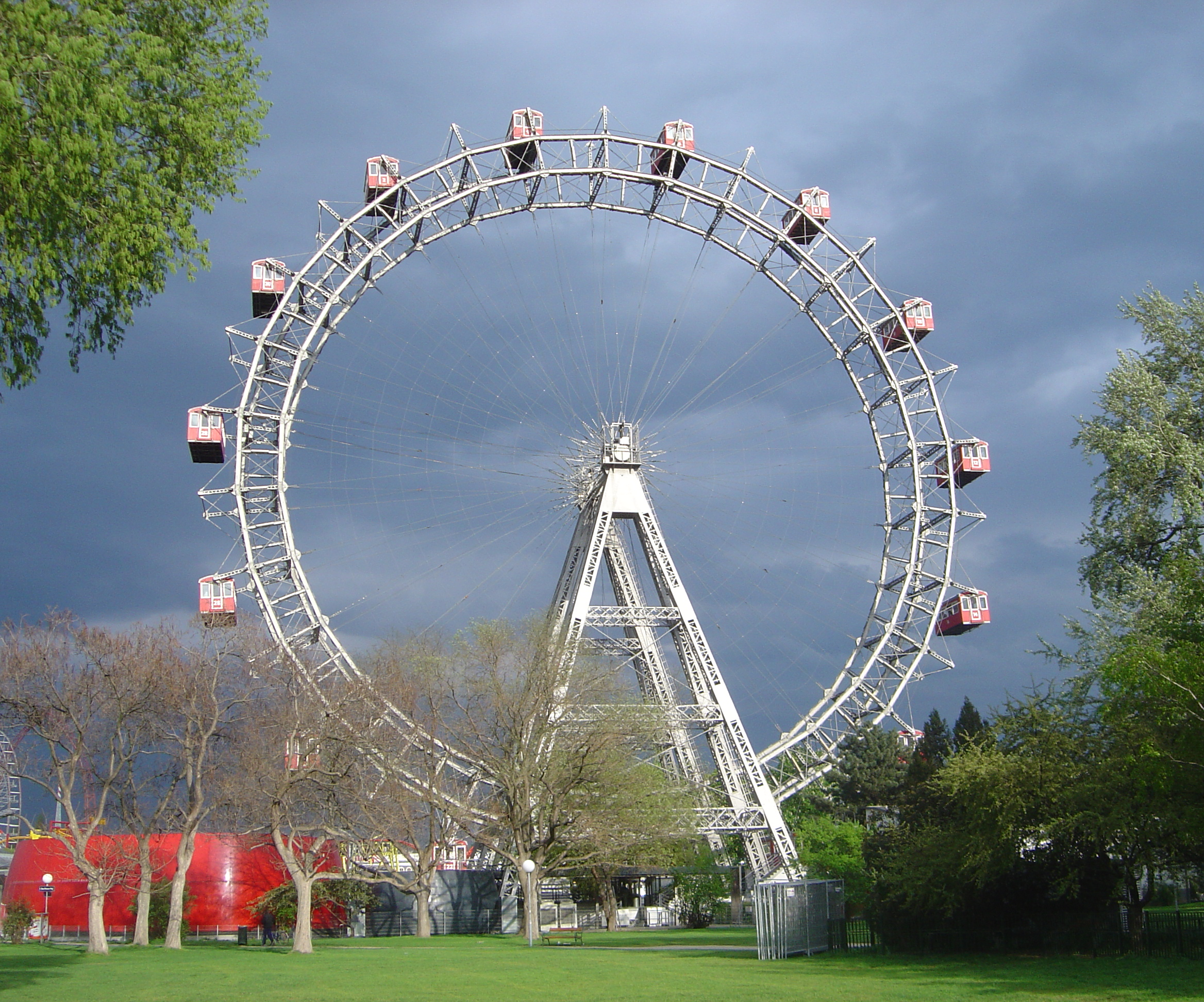
维也纳摩天轮